# 줄리아 세라노

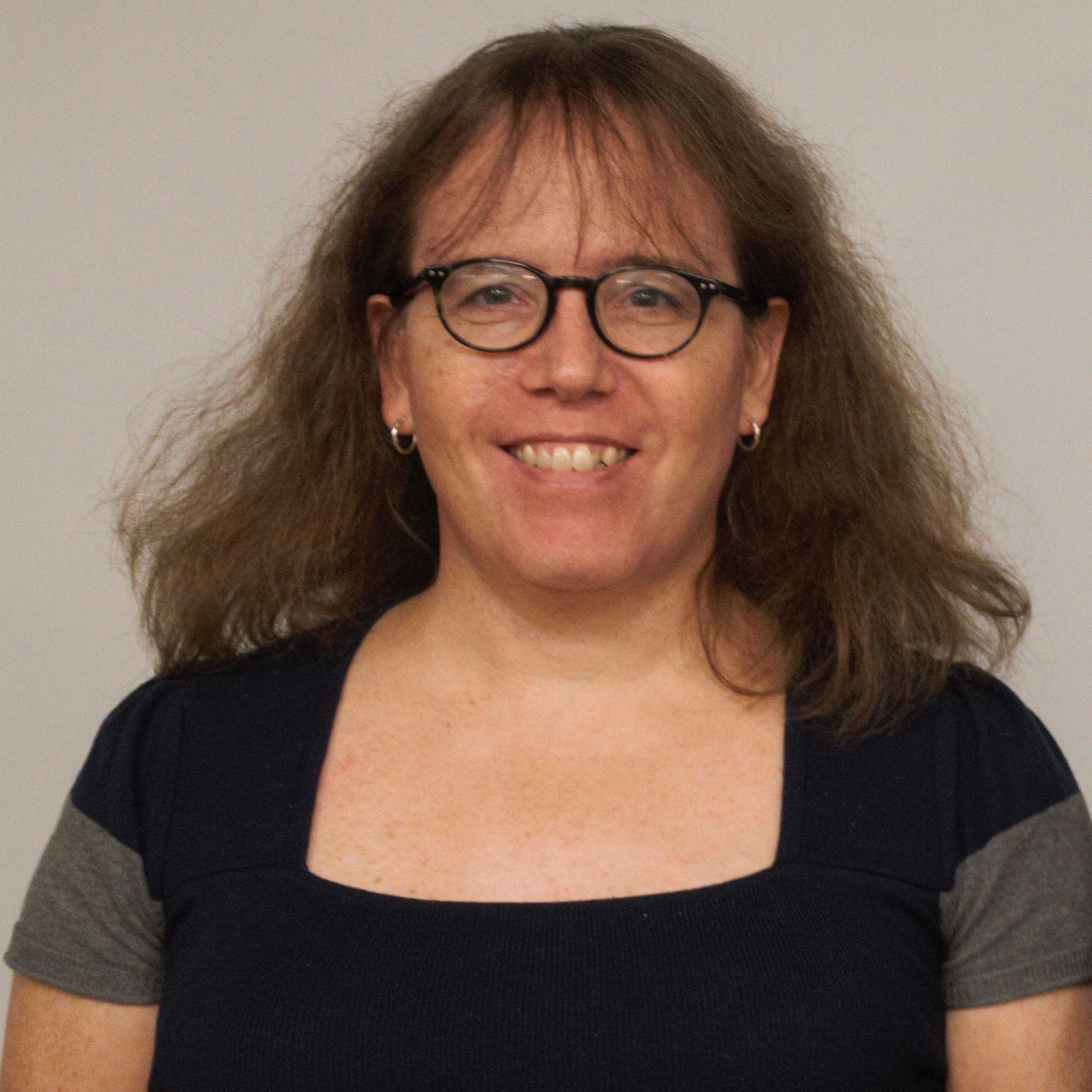
Serano (2018)

줄리아 세라노(Julia Serano, 1967년 ~ )는 미국의 트랜스여성 생화학자이자 트랜스젠더 인권운동가, 트랜스여성주의 작가이다. 캘리포니아 대학교 버클리에서 연구했다.